# Jacobytransfer
De Jacobytransfer is een veel gespeelde biedconventie in het bridge. Het is genoemd naar Oswald Jacoby. Jacobytransfers worden gebruikt na een opening van 1SA of 2SA om ten minste een vijfkaart aan te geven. Een voordeel van deze conventie is dat de sterkere hand meestal de leider wordt. Verder kan de antwoordende partij in de volgende biedronde zijn hand nader omschrijven.

## Jacoby voor de hoge kleuren
De basisregel van de transfer luidt:
Indien partner op een opening van 1SA het antwoord van 2♦ geeft, toont dit een hartenkleur en vraagt het de opener om 2♥ (het naasthogere bod) te bieden. Dit heet ook wel de transfer te accepteren. Analoog toont een  antwoord van 2♥ een schoppenkleur en vraagt het weer om 2♠ (het naasthogere bod) te bieden. Met een maximale hand en troefsteun kan de opener de transfer ook op 3-niveau accepteren.
Het antwoord van 2♦ of 2♥ belooft alleen een vijfkaart in de naasthogere kleur, maar geen specifieke kracht. Het kan vanaf nul punten gedaan worden om het paar uit een kansloos 1SA-contract te redden.
Een veel gespeeld vervolgschema na de hartentransfer (1SA – 2♦ – 2♥) is:
- pas: zwak
- 2♠: 5+ Harten, 4+ Schoppen, rondeforcing ten minste inviterend;
- 2SA/3♥: 5/6 Harten met 8 à 9 punten. Dit is een limietbod. De SA-openaar heeft genoeg informatie om het eindcontract te bepalen. Afhankelijk van zijn hartenbezit en kracht zal dat 2SA of 3♥ worden met een minimum of de manche, 3SA of 4♥, met een maximum.
- 3SA/4♥: 5/6 harten en 10-13 punten.
- Met sterkere handen kan 3♣ of 3♦ geboden worden, dit toont een vierkaart of beter en maakt het bieden ten minste mancheforcing. Verder kunnen afspraken gemaakt worden over 3♠, 4♣ en 4♦ dit zullen controles of splinters zijn op weg naar slem.

## Jacoby voor de lage kleuren
Net als bij de hoge kleuren kan er ook naar de lage kleuren getransfereerd worden. Een belangrijk verschil met Jacoby voor de hoge kleuren is dat dit in het algemeen niet tot doel heeft om de juiste manche uit te vinden. 3SA is bijna altijd beter speelbaar dan 5♣/♦ en de score is hetzelfde. Jacoby voor de lage kleuren heeft tot doel om met een zwakke hand 3♣ of 3♦ te kunnen spelen in plaats van 1SA en om een keuze te kunnen maken tussen 3SA en 6♣/♦. Het is dus zwak (0-7) of behoorlijk sterk (13+) maar niet daar tussenin.
Na 1SA toont 2♠ een zeskaart klaver en 3♣ een zeskaart ruiten. Nadat de opener de transfer heeft geaccepteerd is pas de zwakke variant en bieden sterk. Voor de betekenis van het vervolg is er geen standaardaanpak en dit zal door het paar naar eigen voorkeur nader ingevuld zijn.
Er zijn paren die 2♠/2SA spelen als transfers voor de lage kleuren. Het tussenliggende bod (2SA/3♣) kan dan door de SA-opener gebruikt worden om een goede fit aan te geven. Nadelen hiervan zijn dat het contract niet altijd in de goede hand komt en dat de natuurlijke betekenis van 2SA verloren gaat, die handen moeten dan met Stayman. Voordeel is dat de mogelijkheden van 6♣/♦ of een gambling 3SA beter ingeschat kunnen worden.
Er zijn paren die 2♠ spelen als transfer naar een van beide lage kleuren, waarna 3♣ een pas of corrigeer bod is. Nadeel is dat het contract niet altijd in de goede hand komt en dat slemonderzoek lastiger wordt. Voordeel is dat 3♣ zijn natuurlijke betekenis houdt.